# Генрих V (герцог Брауншвейг-Люнебурга)
Генрих V (нем. Heinrich V.; 10 ноября 1489, Вольфенбюттель — 11 июня 1568, Вольфенбюттель) — герцог Брауншвейг-Люнебурга, он же Генрих II Младший (нем. Heinrich II. der Jüngere), князь Брауншвейг-Вольфенбюттеля из дома Вельфов с 1514 по 1568 год. Из-за длительного адюльтера с фрейлиной, которая родила ему десятерых детей, в народе был прозван «диким Хайнцем из Вольфенбюттеля».

## Биография
Генрих родился в Вольфенбюттеле 10 ноября 1489 года. Он был сыном Генриха IV, герцога Брауншвейг-Люнебурга, князя Брауншвейг-Вольфенбюттеля под именем Генриха I Старшего, и Екатерины Померанской, принцессы из дома Гриффитов. По отцовской линии приходился внуком Вильгельму II, герцогу Брауншвейг-Люнебурга, князю Брауншвейг-Вольфенбюттеля, князю Каленберг-Гёттингена и графине Елизавете цу Штольберг. По материнской линии был внуком Эрика II, герцога Померания-Вольгаст-Слупск-Щецинского и принцессы Софии Померания-Вольгаст-Штольпской.
В 1514 году наследовал отцу, который погиб в сражении. Вскоре между ним и епископским княжеством Хильдесхайма, которым правил Иоганн IV, принц Саксен-Лауэнбургский, разгорелся конфликт из-за Хильдесхаймского епархиального удела. В 1519 году Генрих проиграл Иоганну в сражении при Зольтау. Тем не менее, при поддержке Карла V, императора Священной Римской империи, в 1523 году большая часть территории княжества-епископства Хильдесхайма вошла в состав княжества Брауншвейг-Вольфенбюттель. Генрих остался верен императору во время Крестьянской войны в 1524—1525 годах. В 1528 году он помог Карлу V во время войны Коньякской лиги в Италии против Франциска I, короля Франции.
В 1531 году Генрих занял столицу своего княжества — город Брауншвейг, жители которого ещё в 1528 году вступили в протестантский Шмалькальденский союз. В 1538 году, после создания католического Нюрнбергского союза, Генрих стал одним из двух федеральных капитанов в этой организации. Однако союз не оправдал его надежд.
В 1542 году войска протестантов при поддержке жителей города Брауншвейг и свободного имперского города Гослар захватили его герцогство и провозгласили в нём реформацию. Сам Генрих несколько лет провёл в заточении в крепости Цигенхайн в Гессене. Только победа над Шмалькальденским союзом императора Карла V в битве при Мюльберге в 1547 году позволила ему вернуть себе свободу и владения. Предпринятая Генрихом контрреформация оказалась удачной только в городе Брауншвейг; свободный имперский город Гослар в 1552 году сумел подтвердить свою автономию.
В 1553 году в битве при Зиверсхаузене Генрих одержал победу над Альбертом II Алкивиадом, маркграфом Бранденбург-Кульмбаха. В этом сражении погибли два его старших сына — Карл Виктор и Филипп Магнус. Таким образом, его наследником стал сын-инвалид Юлий. Генрих считал его слабохарактерным и физически слабым, не способным к правлению. Юлий перешёл в лютеранство, из-за чего между ним и отцом произошёл конфликт. До смерти Генриха он скрывался от него в Гессенском замке. Генрих умер в Вольфенбюттеле 11 июня 1568 года и был похоронен в церкви Святой Марии.

## Семья

### Браки и дети
В 1515 году Генрих V, герцог Брауншвейг-Люнебурга сочетался первым браком с Марией Вюртембергской (1496—1541), дочерью Генриха, графа Вюртемберг-Монбельяра и графини Евы фон Зальм. В этом браке родились одиннадцать детей:
- Маргарита (1516—1580), принцесса Брауншвейг-Вольфенбюттельская, в 1561 году сочеталась браком с Иоганном (1509—1565), герцогом Мюнстерберг-Эльса;
- Андрей (род. и ум. 1517), принц Брауншвейг-Вольфенбюттельский, умер вскоре после рождения;
- Екатерина (1518—1574), принцесса Брауншвейг-Вольфенбюттельская, в 1537 году сочеталась браком с Иоганном (1513—1571), маркрагфом Бранденбург-Кюстрина;
- Мария (1521—1539), принцесса Брауншвейг-Вольфенбюттельская, аббатиса в Гандерсхайме;
- Карл Виктор (1525—1553), принц Брауншвейг-Вольфенбюттельский, погиб в сражении при Сиверсхаузене;
- Филипп Магнус (1527—1553), принц Брауншвейг-Вольфенбюттельский, погиб в сражении при Сиверсхаузене;
- Юлий (1528—1589), принц Брауншвейг-Вольфенбюттельский, с 1568 года герцог Брауншвейг-Люнебурга и князь-Брауншвейг-Вольфенбюттеля под именем Юлия I, в 1560 году сочетался браком с принцессой Гедвигой Бранденбургской (1540—1602);
- Генрих, принц Брауншвейг-Вольфенбюттельский, умер вскоре после рождения;
- Иоганн, принц Брауншвейг-Вольфенбюттельский, умер вскоре после рождения;
- Иоахим, принц Брауншвейг-Вольфенбюттельский, умер вскоре после рождения;
- Клара (1532—1595), принцесса Брауншвейг-Вольфенбюттельская, аббатиса в Гандерсхайме с 1539 по 1547 год, в 1560 году сочеталась браком с Филиппом II (1533—1596), герцогом Брауншвейг-Грубенгагена.

После смерти своей первой жены Генриха V сочетался вторым браком с принцессой Софией Польской (1522—1575), дочерью Сигизмунда I Старого, короля Польши, великого князя Литвы, и Боны Миланской. В этом браке детей не было.

### Внебрачная связь
В 1522 году Генрих V вступил в отношения с фрейлиной первой супруги, Евой фон Тротт. Когда герцогиня потребовала прекратить эту связь, от которой герцог успел прижить троих бастардов, он объявил любовницу умершей от чумы и похоронил в аббатстве Гандерсхайм вместо её «трупа» куклу. С 1532 по 1541 год любовники тайно встречались в замке Штауффенбург в Гиттельде. За это время Ева родила Генриху ещё семерых детей. На сейме в Регенсбурге в 1542 году противники герцога раскрыли его обман с любовницей. Осуждавшие темперамент герцога-католика простолюдины-протестанты прозвали его «диким Хайнцем из Вольфенбюттеля». Под этим прозвищем он упомянут Мартином Лютером в его брошюре «Против Ганса Наихудшего» в 1541 году.